# Gare de Kumanoshi
La gare de Kumanoshi (熊野市駅, Kumanoshi-eki) est une gare ferroviaire de la ville de Kumano, dans la préfecture de Mie au Japon. La gare est exploitée par la compagnie JR Central.

## Situation ferroviaire
La gare de Kumanoshi est située au point kilométrique (PK) 157,4 de la ligne principale Kisei.

## Histoire
La gare a été inaugurée le 8 août 1940 sous le nom de gare de Kumano. Elle prend son nom actuel en 1959.

## Service des voyageurs

### Accueil
La gare dispose d'un bâtiment voyageurs, avec guichets, ouvert tous les jours.

### Desserte
- Ligne principale Kisei :
  - voies 1 et 2 : direction Shingū et Kii-Katsuura
  - voies 2 et 3 : direction Tsu et Nagoya